# Alouda
L’alouda est une boisson sans alcool originaire de l'Ile Maurice.

## Historique
L'alouda vient de l'île Maurice.

## Composition
L'alouda est composée de :
- graines de basilic
- d'agar-agar
- de lait
- d'essence de vanille
- d'essence d'amande
- de sucre[2]